# James Sutherland (Politiker)

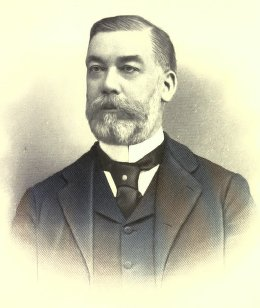
James Sutherland

James Sutherland PC (* 17. Juli 1849 in Ancaster, Westkanada, heute Ontario; † 3. Mai 1905) war ein kanadischer Politiker der Liberalen Partei, der über 24  Jahre lang Abgeordneter des Unterhauses sowie Minister im 8. kanadischen Kabinett von Premierminister Wilfrid Laurier war. 

## Leben
Sutherland, der als Kaufmann arbeitete, begann seine politische Laufbahn in der Kommunalpolitik und war zuerst zwischen 1877 und 1879 Reeve sowie anschließend 1880 Bürgermeister von Woodstock.
Einige Zeit nach seinem Amtsantritt als Bürgermeister von Woodstock wurde Sutherland am 9. Dezember 1880 jedoch als Kandidat der Liberalen Partei bei einer Nachwahl in dem in Ontario gelegenen Wahlkreis Oxford North erstmals zum Mitglied des Unterhauses gewählt und gehörte diesem mehr als 24 Jahre lang bis zu seinem Tod am 3. Mai 1905 an.
Während seiner Parlamentszugehörigkeit war er zwischen Januar 1896 und Januar 1900 Erster Parlamentarischer Geschäftsführer  der regierenden Fraktion (Chief Government Whip) der Liberalen Partei im Unterhaus sowie zugleich vom 30. September 1899 bis zum 14. Januar 1902 Minister ohne Geschäftsbereich im 8. kanadischen Kabinett von Premierminister Wilfrid Laurier.
Nach einer Kabinettsumbildung fungierte er zunächst zwischen dem 15. Januar und dem 10. November 1902 als Minister für Seefahrt und Fischerei, ehe er bei einer neuerlichen Regierungsumbildung am 11. November 1902 Minister für öffentliche Arbeiten wurde. Diese Funktion bekleidete er bis zu seinem Tod am 3. Mai 1905.